# Miloš Obilić

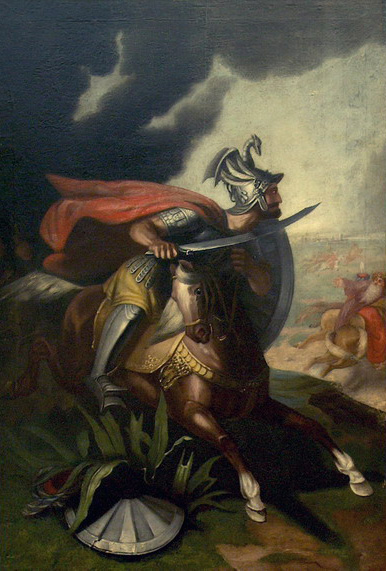
Målning av Aleksandar Dobrič, 1861.

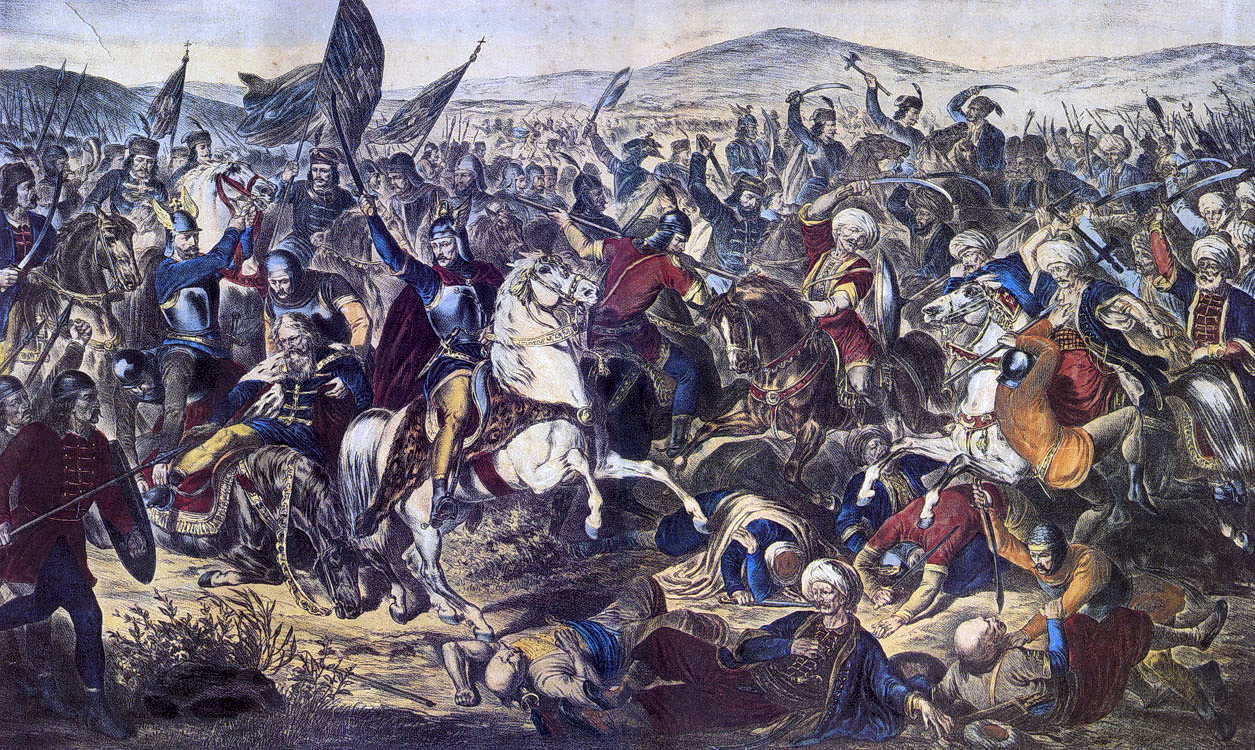
Målning från slaget vid Kosovo Polje.

Miloš Obilić (serbiska kyrilliska: Милош Обилић), död 28 juni 1389, var en serbisk riddare och adelsman som deltog i slaget vid Kosovo Polje mellan Serbien och det Osmanska riket och lönnmördade den osmanska sultanen Murad I. Han är en av Serbiens mest populära medeltidshjältar och förekommer flitigt i serbisk episk poesi. Förutom att han är en legend är han även en historisk person. Han var medlem av drakens orden, en av medeltidens mäktigaste riddarordnar.

## Namn
Miloš Obilić har krediterats med många efternamn, bland annat: Miloš Kobilić; Kobila, Kobilović; Koviljić; Obilović, Vojnović eller Dragilović. Men det vanligaste förekommande efternamnet är hans historiska familjenamn Obilić.

## Legenden
Det finns många berättelser i de många legender och episka sagor som har mystificerat hans person som hjälte. En legend förtäljer att hans mor var en älva och hans far en drake. Han skulle sedan ha fått sina övernaturliga krafter från att ha druckit mjölken från en märr. När han växte upp fick han en sagolik häst som hette Ždral. Obilićs blodsbröder var de serbiska riddarna Milan Toplica och Ivan Kosančić, och hans fästmö var prinsessan Mara, dotter till furst Lazar. Det finns många legender från sagor rörande Miloš Obilić som dock inte skall blandas ihop med de historiska källor som finns bevarade. 

## Slaget vid Kosovo Polje
Den 15 juni (den 28 juni enligt den gregorianska kalendern) 1389  stod slaget vid Kosovo Polje. Enligt legenden skulle Obilić ha sökt sig till osmanernas läger tillsammans med en mindre styrka med serbiska soldater och spelat att de var överlöpare och att de ville ansluta sig till den turkiska armén. Obilić tog sedan chansen att smyga in i sultanens tält och mördade Murad I med en dolk. Obilić och hans kumpaner togs sedan tillfånga och avrättades av turkarna. Turkiska källor talar om att sultan Murad I mördades efter slaget av en serbisk riddare som spelade död för att komma tillräckligt nära att utföra mordet. Det finns dock motstridiga källor som talar om att Murads son, Beyazid, ledde de osmanska styrkorna vid slaget, vilket torde visa att Murad själv inte var förmögen att leda sina styrkor själv vid tidpunkten för slaget.
En annan legend, som anger att Obilić utförde handlingen, förtäljer att en av befälhavarna i armén, Vuk Branković, förrådde Obilić och den serbiska armén på grund av avundsjuka. Obilić var dock fast besluten att avsvärja sig de falska anklagelserna från Branković och visa sin trohet till furst Lazar och beslöt därför att mörda sultanen.

### Sagan om Babin Most
En populär saga talar om att turkarna fick hjälp av en häxa, kallad Baba. Hon avslöjade hur turkarna kunde döda Obilićs häst och hitta svagheten i hans rustning. Obilić fick dock sin hämnd genom att döda häxan på en bro. Den bron kallas idag Babin Most (Babas bro).

## Legenden och minnet av Obilić idag
Denna händelse i slaget vid Kosovo Polje är djupt rotad i den serbiska folksjälen, det nationella medvetandet, historia och poesi. Gärningen visar Miloš Obilićs längtan att återgälda sitt folk och genom att offra sitt eget liv slå ett slag mot tyrannin och för kristendomens kamp mot islam. I Miloš Obilićs karaktär hade man funnit den populära och traditionella idealmodellen av en modig och osjälvisk hjälte som uppmuntrade till framtida strider för frihet.